# Gabinete Chautemps II
O Gabinete Chautemps II foi o ministério formado por Camille Chautemps em 26 de novembro de 1933 e dissolvido em 27 de janeiro de 1934. Foi o 94º gabinete da Terceira República Francesa, sendo antecedido pelo Gabinete Sarraut I e sucedido pelo Gabinete Daladier II.

## Contexto
Camille Chautemps tornou-se Presidente do Conselho de Ministros em novembro de 1933, convocado pelo Presidente da República, Albert Lebrun, acumulando também a pasta do Interior. Seu segundo gabinete durou apenas dois meses, graças ao envolvimento de Chautemps no "Caso Stavisky", um escândalo financeiro em que ele era fortemente suspeito de ter sido o principal beneficiário dos múltiplos golpes cometidos por Alexandre Stavisky.
Chautemps renunciou no início de 1934, sendo substituído por Édouard Daladier.

## Composição
- Presidente da República: Albert Lebrun
- Presidente do Conselho de Ministros: Camille Chautemps
- Ministro dos Estrangeiros: Joseph Paul-Boncour
- Ministro da Justiça: Eugène Raynaldy
- Ministro do Interior: Camille Chautemps
- Ministro da Guerra: Édouard Daladier
- Ministro das Finanças: Georges Bonnet
- Ministro da Educação Nacional: Anatole de Monzie
- Ministro das Obras Públicas: Joseph Paganon
- Ministro da Agricultura: Henri Queuille
- Ministro do Comércio e Indústria: Laurent Eynac
- Ministro dos Correios, Telégrafos e Telefones: Jean Mistler
- Ministro do Trabalho e Segurança Social: Lucien Lamoureux (1933-1934); Eugène Frot (1934)
- Ministro das Pensões: Hippolyte Ducos
- Ministro da Saúde Pública: Alexandre Israël
- Ministro das Colônias: Albert Dalimier (1933-1934); Lucien Lamoureux (1934)
- Ministro da Marinha: Albert Sarraut
- Ministro do Ar: Pierre Cot
- Ministro da Marinha Mercante: Eugène Frot; William Bertrand
- Ministro do Orçamento: Paul Marchandeau